# Palazzo Riario Sforza
Il Palazzo Riario Sforza è un palazzo storico ubicato in via San Giovanni Maggiore Pignatelli in pieno centro storico di Napoli. Il palazzo prende il nome dalla nobile famiglia napoletana Riario-Sforza.

## Storia ed architettura

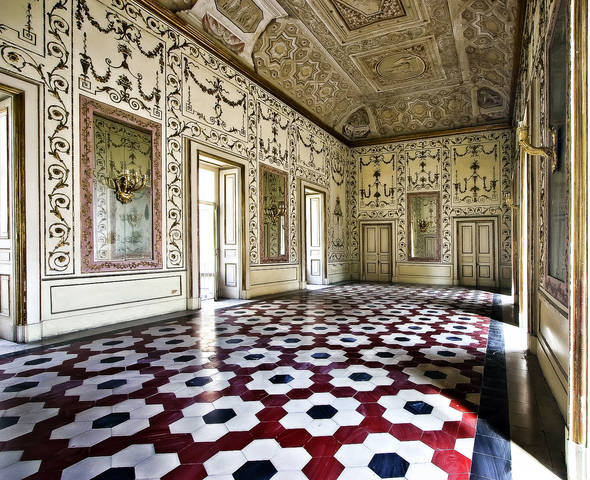
ex Salone da ballo

Il palazzo fu eretto nel XV secolo, venendo rinnovato più volte nei secoli successivi. Visse momenti di splendore nel primo Ottocento, quando fu dimora dell'Arcivescovo di Napoli Sisto Riario Sforza.
Il palazzo presenta una disposizione su tre piani più sottotetto, botteghe e un cortile centrale. Di particolare rilevanza architettonica risulta essere il maestoso portone in piperno che collega direttamente l'edificio che affaccia su via San Giovanni Maggiore Pignatelli con il cortile interno. Sulla volta d'ingresso è presente un affresco rappresentante lo stemma della famiglia Riario Sforza costituito dallo stemma della famiglia Riario con in aggiunta la famosa vipera cerulea propria della famiglia Sforza.
Le facciate non presentano particolari elementi decorativi essendo la struttura esterna priva di ordini architettonici.
L'edificio si presenta attualmente in un complessivo stato di grave degrado.

## Interno
Le scalinate interne sono chiuse, a rampa singola e ad un corpo solo.
Al piano nobile è presente un imponente salone affrescato (una volta adibito ai balli) sul soffitto e con le pareti decorate con specchi e stucchi in oro zecchino.
Una parte significativa di questi ambienti è oggi occupata dal Decumani Hotel de Charme.